# Wind Chimes
Wind Chimes è un brano musicale composto da Brian Wilson (musica) e Van Dyke Parks (testo). La traccia doveva originariamente essere inclusa nel celebre "album perduto" dei Beach Boys del 1966 intitolato Smile, come parte di una suite ispirata ai quattro elementi naturali: acqua, fuoco, terra, aria. Dopo la cancellazione di Smile, la band registrò nuovamente la canzone per l'inclusione nell'album Smiley Smile del 1967. Questa versione venne pubblicata come B-side del singolo Wild Honey, che raggiunse la posizione numero 31 della classifica statunitense Billboard Hot 100.
Infine nel 2004, nuovamente rielaborata dai suoi autori, Wind Chimes venne inclusa nell'album solista di Wilson intitolato Brian Wilson Presents Smile, sua personale versione dello SMiLE mai pubblicato. Anche quest'ultima versione fu pubblicata su singolo come B-side, questa volta del brano Wonderful, e raggiunse la posizione numero 29 nella classifica britannica.

## Il brano

### Origine e storia
Wind Chimes venne originariamente scritta e registrata per l'abortito progetto Smile. Il brano fu uno dei pochi ad essere completato del tutto per l'inclusione sull'album mai pubblicato, e venne inserito nel cofanetto Good Vibrations: Thirty Years of The Beach Boys del 1993, insieme alle altre tracce inedite del periodo. Svariate fonti concordano sul fatto che la canzone dovesse far parte della "suite degli elementi" ideata per Smile in rappresentanza dell'elemento "aria"; dove le altre sezioni avrebbero dovuto presumibilmente essere i brani Vega-Tables (terra), I Love to Say Da-da (acqua), e Mrs O'Leary's Cow (fuoco). Dopo più di quarant'anni la Wind Chimes originale è stata infine inclusa nel cofanetto antologico The Smile Sessions pubblicato nel novembre 2011.

### Versione originale (1966)
Nella sua forma originaria, Wind Chimes era un brano strutturato in forma AAB. La sezione "A" completa vedeva Carl Wilson alla voce solista, mentre cantava sopra uno sfondo ritmico di marimba, percussioni, e contrabbasso. Come per molti altri brani dell'epoca, Brian Wilson sperimentò in studio diversi arrangiamenti per Wind Chimes. Le take 1-3 e 8-9 della sezione A posseggono un arrangiamento alternativo che sostituisce la marimba nel tappeto percussivo in sottofondo con vari strumenti a tastiera (possibilmente celesta, organo, piano e/o clavicembalo). Di tale sezione, esiste anche un nastro demo preliminare con una traccia vocale ad opera di Brian Wilson.
La sezione B consiste di variazioni sulla linea di basso della sezione A, dapprima cantata dalla band all'unisono sulla traccia base, e poi, ripetuta più lentamente, da tre pianoforti. I nastri della sessione rivelano che (come durante le sedute in studio per Pet Sounds) nonostante Brian fosse di solito molto preciso nelle sue richieste come produttore, egli era anche molto attento e ricettivo alle improvvisazioni e persino agli "errori apparenti" fatti dai musicisti di studio. Durante una prova della traccia base della sezione "B" (inclusa nel bootleg Unsurpassed Masters Vol. 17) uno dei tastieristi suona accidentalmente una scala di cinque semitoni, invece del riff centrale a 3 semitoni. Wilson immediatamente fermò il nastro, dichiarando entusiasticamente "che quello era stato un ottimo errore!", per poi istruire i musicisti di incorporare l'errore fortuito nella prossima take.
Il brano venne registrato nel corso di tre sessioni. Il 3 agosto 1966 ai Gold Star Studios, Brian Wilson produsse la traccia base strumentale. Due mesi dopo, il 5 ottobre, reincise la base utilizzando una band più ristretta, e i Beach Boys registrarono le tracce vocali il 10 ottobre. Le sessioni di ottobre ebbero luogo agli Western Studios.

### Versione inSmiley Smile(1967)
A seguito della cancellazione di Smile, i Beach Boys dovettero comunque incidere in fretta e furia un nuovo album da pubblicarsi al suo posto per tenere fede al contratto con la Capitol Records. Il risultato fu l'LP Smiley Smile, pubblicato nel settembre 1967, che conteneva sia nuove canzoni, sia nuove registrazioni di brani originariamente pianificati per Smile. Insieme a Wonderful, Wind Chimes è una delle tracce dell'abortito Smile che subirono un trattamento drastico in quanto a rielaborazione. In questa versione molto rallentata la canzone acquisisce una bizzarra connotazione sinistra ed inquietante, che però ne disperde in parte l'originale ricchezza melodica. La nuova versione di Wind Chimes venne registrata dalla band il 10 e 11 luglio nello studio di registrazione casalingo di Brian Wilson a Los Angeles. Il pezzo inizia in maniera simile alla versione originale, ma il resto della canzone è totalmente differente, terminando con un'improvvisazione vocale basata su un altro brano di Smile intitolato Holidays.
Come per le altre canzoni di Smile che furono registrate nuovamente per Smiley Smile, l'arrangiamento è semplificato rispetto all'incisione originale. Brian Wilson, Carl Wilson, Mike Love, e Dennis Wilson si alternano al canto principale sulla traccia.

### Versioni inThe Smile SessionsCD 4 (2011)
1. Wind Chimes (Version 1) (8/3/66) – 6:46
2. Wind Chimes (Version 2) – 5:00
3. Wind Chimes (Version 2 Tag) – 2:51